# Duino-Aurisina
Duino-Aurisina (słow. Devin-Nabrežina) – miejscowość i gmina we Włoszech, w regionie Friuli-Wenecja Julijska, w prowincji Triest.
Według danych na rok 2004 gminę zamieszkiwały 8753 osoby, 194,5 os./km².

## Miejscowości
W gminie występują miejscowości (frazioni):
- Aurisina ("Nabrežina")
- Ceroglie ("Cerovlje")
- Duino ("Devin")
- Malchina ("Mavhinje")
- Medeazza ("Medja vas")
- Precenico ("Prečnik")
- Prepotto ("Praprot")
- San Giovanni di Duino ("Štivan")
- San Pelagio ("Šempolaj")
- Sistiana ("Sesljan")
- Slivia ("Slivno")
- Ternova Piccola ("Trnovca")
- Villaggio del Pescatore ("Ribiško naselje")
- Visogliano ("Vižovlje").

## Miasta partnerskie
- Buje
- Ilirska Bistrica